# Reid Hoffman
Reid Garrett Hoffman (ur. 5 sierpnia 1967 w Palo Alto) – amerykański przedsiębiorca, inwestor venture capital, autor książek i filantrop. Współzałożyciel i były CEO portalu LinkedIn.
W rankingu Forbes 2019 dla najbogatszych ludzi świata został sklasyfikowany na 1349 miejscu z majątkiem wartym 1,8 miliarda dolarów.